# U.M.U AWARD
U.M.U AWARD（ユーエムユーアワード）は、2010年（平成22年）よりホリプロ主催で開始された、日本各地のご当地アイドル日本一を決定する大会である。「U.M.U」とはUnder Major Unitidolの略。
2014年まで開催されたあと、2015年は開催されなかったが、2016年から運営委員会で再開された。その後、2017年、2018年と続いた。

## 各大会の優勝アイドル
- 2010 - Negicco（新潟県）
- 2011 - まなみのりさ（広島県）
- 2012 - フルーティー（北海道）
- 2013 - 水戸ご当地アイドル（仮）（茨城県）
- 2014 - 乙女の純情（福岡県）
- 2016 - アイくるガールズ（福島県）
- 2017 - RYUKYU IDOL（沖縄県）
- 2018 - S☆UTHERN CROSS（鹿児島県）

## U.M.U AWARD 2010

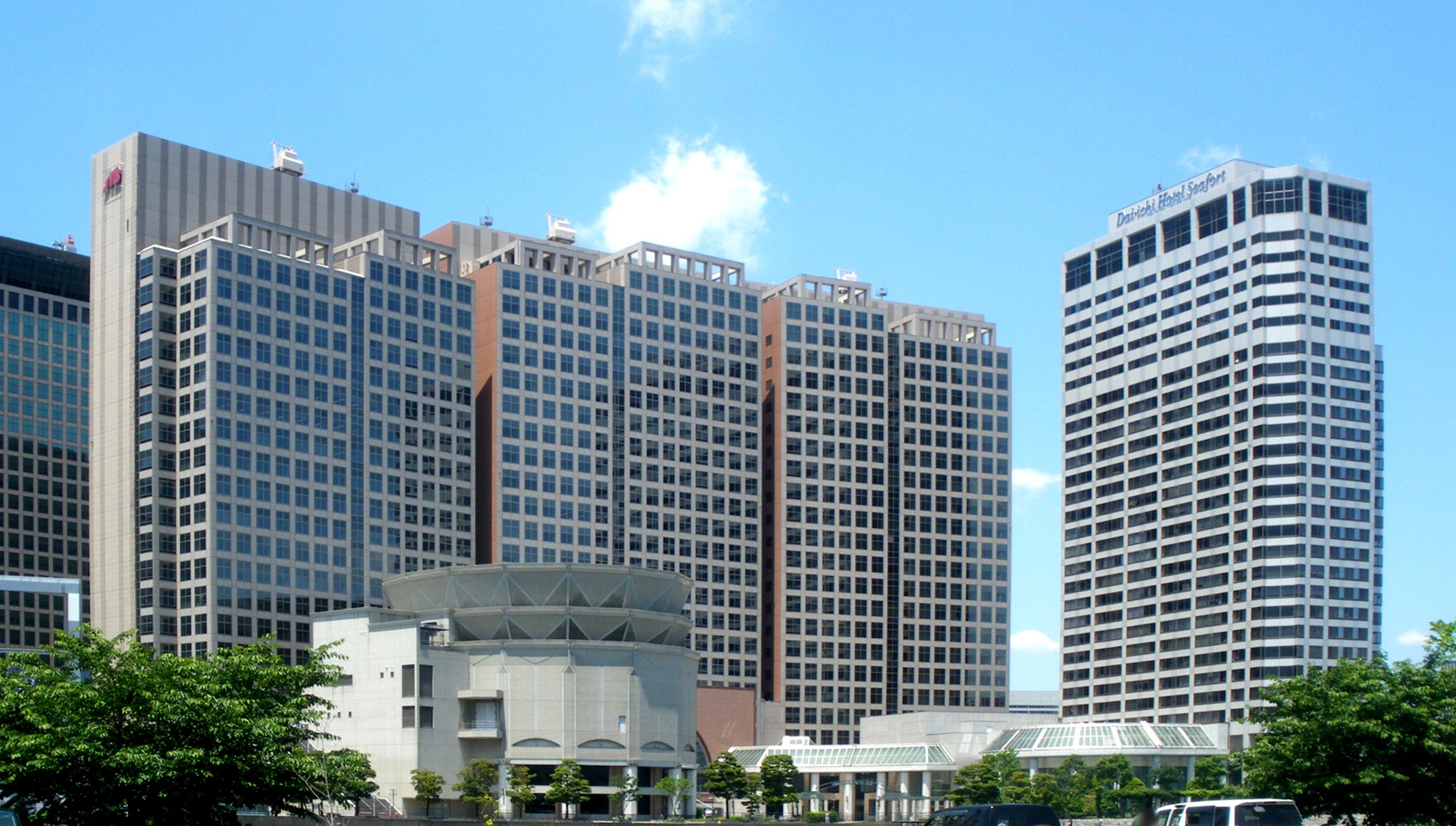
U.M.U AWARD 2010が行われた天王洲銀河劇場（天王洲アイルシーフォートスクエア内）

正式名称は「エリア・アイドルNo.1決定戦『U.M.U AWARD 2010』〜全国アイドルお取り寄せ展〜」
第1回目はホリプロ創業50周年およびTOKYO MX開局15周年のコラボ企画イベントとして2010年12月26日・27日に開催され、新潟県代表のNegiccoがご当地アイドルの頂点に立った。
- 開催期間：2010年12月26日・27日
- 会場：天王洲銀河劇場
- お取り寄せ大使（PRユニット）：Girl〈s〉ACTRY
- 主催：ホリプロ・TOKYO MXテレビ
- 優勝：Negicco（新潟県）
  - 優勝商品はピンクの大優勝旗（自慢用）・番組レギュラー【1クール】出演権、副賞として事務局によるプロモーション映像・翌年の出場シード権。

### JUMP UP!!〜IDOLプロアマバトルロイヤル〜
- 「U.M.U AWARD 2010」ラスト枠予選会 JUMP UP!!〜IDOLプロアマバトルロイヤル〜
- 開催日時：2010年12月26日
  - MCは：ホリ、きみえ
- 出場者は大会事務局に寄せられた映像資料からプロアマ問わず選出された20組。 
  - Jewel Kiss（北海道）
  - 乗田しあん（青森県）
  - NYTS（福島県）
  - 永峯恵（福島県）
  - アップルパイン（東京都）
  - おかき。（東京都）
  - tree（東京都）
  - トリコロール（東京都）
  - H&A（静岡県）
  - MAI with AN8（静岡県）
  - ミラクル（静岡県）
  - シュプール音楽隊（新潟県）
  - 瀬乃∞しすたぁ（福井県）
  - 城奈菜美（岐阜県）
  - ラッテフレンズ（鳥取県）
  - 川村あやの（高知県）
  - はちきんガールズ（高知県）
  - ナッキー7（香川県）
  - トモ・リサ（福岡県）
- 上位3組に贈られるナムコ賞に、MAI with AN8、Jewel Kiss、はちきんガールズが選ばれ、そのうちJewel Kissがファイナリストに選ばれた[7]。

### 全国アイドルお取り寄せ展
- エリア・アイドルNo.1決定戦「U.M.U AWARD 2010」〜全国アイドルお取り寄せ展〜
- 開催日時：2010年12月27日
  - MC：ななめ45°と浜口順子
  - ニコニコ動画での生配信（視聴者約2万5000人）
- 出場者は全国から厳選されたアイドルユニット9組とJUMP UP!!〜IDOLプロアマバトルロイヤル〜の優勝者1組[8]。
  - りんご娘（青森県）
  - Negicco（新潟県）
  - Pieace（埼玉県）
  - ミラマリア（東京都）
  - 名古屋名物!愛情委員会（愛知県）
  - PixyChicks（奈良県）
  - もっキラーズ☆（大阪府）
  - OnlyOneSister（広島県）
  - 乙女の純情（福岡県）
  - Jewel Kiss（北海道）

### 関連番組
- U.M.Uアイドルお取り寄せ大使（2010年11月19日 - 12月24日、TOKYO MXテレビ）

## U.M.U AWARD 2011

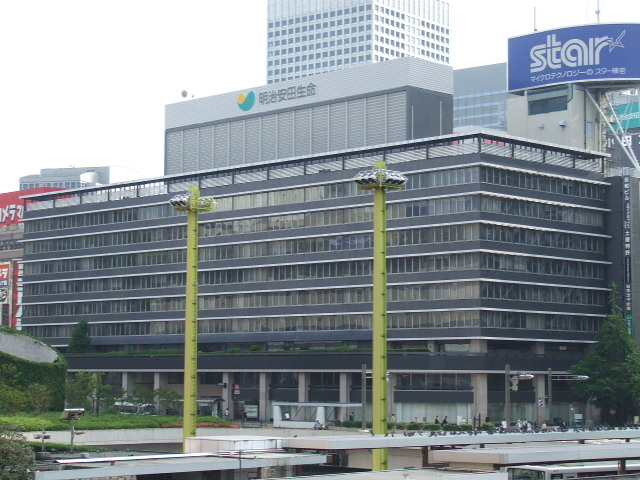
U.M.U AWARD 2011が行われた新宿明治安田生命ホール

正式名称は「ご当地アイドルNo.1決定戦『U.M.U AWARD 2011』〜地域活性アイドル大図鑑〜 Supported by DMM.com」
第2回目となる2011年は前年の天王洲銀河劇場から新宿区の明治安田生命ホールに会場を移し、同年12月27日に開催。広島県代表のまなみのりさがご当地アイドルの頂点に立った。イベントの模様はニコニコ生放送で生配信された。
- 開催日：2011年12月27日
- 会場：新宿明治安田生命ホール
- MC：春香クリスティーン、ななめ45°
- 審査委員長：島田秀平
- 審査員：浜口順子、X-GUN、など
- ゲスト：Negicco（U.M.U AWARD 2010 グランプリ）、HOP CLUB
- U.M.U大使：三田寺理紗、巴奎依、岩咲桂（Girl〈s〉ACTRY）
- 主催：ホリプロ
- 協賛：DMM.com
- 優勝：まなみのりさ（広島県）

### ファイナリスト（2011年）
2011年11月30日、「U.M.U AWARD 2011 オールジャパンセレクション」の中から「エリア代表候補者ブログ」に寄せられたコメントやニコニコ動画・YouTubeのパフォーマンス動画などによる審査を勝ち抜いた各エリア代表8組とJUMP UP（敗者復活）枠2組の計10組のファイナリストが発表された。
- 北海道エリア代表
  - フルーティー（北海道）
- 東北エリア代表
  - りんご娘（青森県）
- 中部エリア代表
  - Y.O.Y（新潟県）
- 関東エリア代表
  - CANDY GO!GO!（東京都）
- 東海エリア代表
  - OS☆U（愛知県）
- 近畿エリア代表
  - Osaka翔Gangs（大阪府）
- 中国・四国エリア代表
  - まなみのりさ（広島県）
- 九州・沖縄エリア代表
  - S☆UTHERN CROSS（鹿児島県）
- JUMP UP枠
  - とちおとめ25（栃木県）
  - Mary Angel（大阪府）

### U.M.U AWARD 2011 オールジャパンセレクション
2011年11月14日、日本全国のエントリーの中から全国を8エリアに分けた代表候補「U.M.U AWARD 2011 オールジャパンセレクション」計26組が発表された。
| - 北海道エリア代表候補 - フルーティー（北海道） - 別海ミルクガール（北海道） - ほいっぷ★Girls（北海道） - 東北エリア代表候補 - テクプリ（宮城県） - 永峯恵（福島県） - りんご娘（青森県） - 関東エリア代表候補 - CANDY GO!GO!（東京都） - しもんChu（茨城県） - とちおとめ25（栃木県） - ナチュラルポイント（神奈川県） - みなめろ©（東京都） | - 中部エリア代表候補 - あっぷる学園応援部（長野県） - RYUTist（新潟県） - Y.O.Y（新潟県） - 東海エリア代表候補 - I'S★2ME!（愛知県） - OS☆U（愛知県） - ミラクル（静岡県） - 近畿エリア代表候補 - Osaka翔Gangs（大阪府） - ZagaDa（和歌山県） - Mary Angel（大阪府） | - 中国・四国エリア代表候補 - SakuLove（岡山県） - はちきんガールズ（高知県） - まなみのりさ（広島県） - 九州・沖縄エリア代表候補 - 乙女の純情（福岡県） - S☆UTHERN CROSS（鹿児島県） - Rev. from DVL（福岡県） |

## U.M.U AWARD 2012
正式名称は「ご当地アイドルNO.1決定戦『U.M.U AWARD 2012』〜ニッポン全国アイドル勢力図〜」
2012年12月26日に原宿クエストホールで開催され、北海道代表のフルーティーがご当地アイドルの頂点に立った。
- 開催日：2012年12月26日
- 会場：原宿クエストホール
- MC：春香クリスティーン、ななめ45°
- 審査委員長：有村昆
- ゲスト：まなみのりさ（U.M.U AWARD 2011 グランプリ）
- スペシャルゲスト：アイドリング!!!（選抜メンバー）
- U.M.U大使：Girl〈s〉ACTRY（岩咲桂、三田寺理紗、日野麻衣）
- 主催：ホリプロ
- 優勝：フルーティー（北海道）

### ファイナリスト（2012年）
2012年11月21日、日本全国のエントリーの中からファイナリスト候補として「ALL JAPAN SELECTION 2012」計30組が発表された。同年12月12日・18日、「ALL JAPAN SELECTION 2012」の中から着うたバトル、ニコニコ動画・YouTubeでの動画審査等を勝ち抜き、決勝大会に進む計11組のファイナリストが発表された。
- フルーティー（北海道）
- SCK GIRLS（宮城県）
- 湯けむり☆美少女（群馬県）
- 水戸ご当地アイドル（仮）（茨城県）
- T!P（栃木県）
- 川崎純情小町☆（神奈川県）
- H&A.（静岡県）
- オトメ☆コーポレーション（長野県）
- HBR LOVE（広島県）
- 山口活性学園（山口県）
- 乙女の純情（福岡県）

### ALL JAPAN SELECTION 2012
1. フルーティー（北海道）
2. pramo（秋田県）
3. SCK GIRLS（宮城県）
4. T!P（栃木県）
5. 湯けむり☆美少女（群馬県）
6. しもんChu（茨城県）
7. 水戸ご当地アイドル（仮）（茨城県）
8. おSENちゃんが〜るず88（埼玉県）
9. 浦安マリンエンジェルス（千葉県）
10. BELLRING少女ハート（東京都）
11. Nゼロ（元AKBN 0）（東京都）
12. CANDY GO!GO!（東京都）
13. 川崎純情小町☆（神奈川県）
14. 鈴木まりえ（神奈川県）
15. TEAM MII（静岡県）
16. H&A.（静岡県）
17. あっぷる学園応援部（長野県）
18. オトメ☆コーポレーション（長野県）
19. 天下布舞 岐阜姫軍団（岐阜県）
20. アイドル教室（愛知県）
21. Barbee Lips（愛知県）
22. Pizza♥Yah!（大阪府）
23. SakuLove 岡山県）
24. HBR LOVE（広島県）
25. だいやぁ☆もんど（鳥取県）
26. 山口活性学園（山口県）
27. はちきんガールズ（高知県）
28. 乙女の純情（福岡県）
29. S☆UTHERN CROSS（鹿児島県）
30. RYUKYU IDOL（沖縄県）

## スピンオフイベント（2012年）
U.M.U AWARDのスピンオフ企画イベントとして「U.M.Uご当地アイドルフェスティバル 〜ジモラブNo.1決定戦〜」が2012年5月3日に開催され、NHKラジオ第1で公開生放送された。優勝はまなみのりさ。
- 開催日：2012年5月3日
- 会場：東京・渋谷NHK放送センターみんなの広場ふれあいホール（正面口前屋外特設ステージは設営されたが午前中の降雨により変更）* ゲスト：アイドリング!!!
- ゲストMC：春香クリスティーン
- 会場リポーター：ななめ45°、Girl〈s〉ACTRY
- 出演：
  - フルーティー（北海道）
  - りんご娘（青森県）
  - とちおとめ25（栃木県）
  - CANDY GO!GO!（東京都）
  - ミラクル（静岡県）
  - OS☆U（愛知県）
  - Osaka翔Gangs（大阪府）
  - Mary Angel（大阪府）
  - ポンバシwktkメイツ（大阪府）
  - まなみのりさ（広島県）
  - S☆UTHERN CROSS（鹿児島県）

## U.M.U AWARD 2013
正式名称は「ご当地アイドルNO.1決定戦『U.M.U AWARD 2013』〜全国発信! 『1/47アイドル特区』宣言!!〜」
2013年12月13日に原宿クエストホールで開催。茨城県代表の水戸ご当地アイドル（仮）がご当地アイドルの頂点に立った。
- 開催日：2013年12月13日
- 会場：原宿クエストホール
- MC：脊山麻里子、ななめ45°
- 審査委員長：有村昆
- 審査員：dj TAKAほか
- スペシャルゲスト：アイドリング!!!選抜メンバー5名
- U.M.U大使：Girl〈s〉ACTRY
- 主催：ホリプロ
- 優勝：水戸ご当地アイドル（仮）（茨城）

### ファイナリスト（2013年）
2013年11月28日、日本全国のエントリーの中からファイナリスト候補として「ALL JAPAN SELECTION 2013」計30組が発表された。同年11月28日 - 12月3日、「ALL JAPAN SELECTION 2013」の中からYouTubeでの動画再生回数・WEB投票・審査等を勝ち抜き、決勝大会に進む計10組のファイナリストが発表された。
- アイくるガールズ（福島県）
- 水戸ご当地アイドル（仮）（茨城県）
- 柊木りお（東京都）
- アイドル教室（愛知県）
- RED-POINT（京都府）
- LE Siana（奈良県）
- ひろしまMAPLE★S（広島県）
- 乙女の純情（福岡県）
- SPL∞ASH（広島県）JumpUp
- S☆UTHERN CROSS（鹿児島県）JumpUp

### ALL JAPAN SELECTION 2013
- 動画再生バトル順位（12/3 23時確定 名称の最後尾が再生回数、☆=決勝進出、★=JumpUp）

1. 水戸ご当地アイドル（仮）（茨城） 8,837回（☆）
2. アイくるガールズ（福島いわき） 7,810回（☆）
3. SPL∞ASH（広島） 7,177回（★）
4. ひろしまMAPLE★S（広島） 6,956回（☆）
5. Chelip（鳥取） 5,330回
6. 柊木りお（東京都） 4,046回（☆）
7. 乙女の純情（福岡） 3,842回（☆）
8. KIRA☆GIRL（福島喜多方） 3,727回
9. サザン★クロス（鹿児島） 3,539回（★）
10. だいやぁ☆もんど（鳥取） 3,354回
11. RED-POINT（京都） 3,007回（☆）
12. silQ（東京錦糸町） 2,823回
13. アイドル教室（愛知） 2,742回（☆）
14. さくらんぼんBom（山形） 2,373回
15. T!P（栃木） 1,979回
16. 3776（静岡） 1,815回
17. べじっ娘（大阪） 1,801回
18. Jewel Kiss（北海道） 1,749回
19. LE Siana（奈良） 1,747回（☆）
20. Star☆T（愛知） 1,501回
21. CoCoRo学園（群馬） 1,441回
22. S-Qty（岡山） 1,245回
23. ひかりwithおしくらまんじゅ（長野） 1,199回
24. WHY@DOLL（北海道） 1,150回
25. EDOist（東京江戸川） 1,136回
26. ぶどう党（山梨） 1,128回
27. 川崎純情小町☆（神奈川） 853回
28. 浦安マリンエンジェルス（千葉） 606回
29. chairmans（岩手） 585回
30. 山田ミオ（東京竹下通り） 572回

## U.M.U AWARD 2014
正式名称は「ご当地アイドルNO.1決定戦『U.M.U AWARD 2014』〜リアル地方創生の天使たち〜」
2014年12月30日にZEPP TOKYOで開催。福岡県代表の乙女の純情がご当地アイドルの頂点に立った。
- 開催日：2014年12月30日
- 会場：ZEPP TOKYO
- MC：ななめ45°、谷澤恵里香
- 審査委員長：有村昆
- 審査員：m.c.A・T、イジリー岡田、阿部悟（ホリプロ）
- 主催：ホリプロ
- 優勝：乙女の純情（福岡県）

### ファイナリスト（2014年）
2014年11月29日 - 12月6日、「ALL JAPAN SELECTION 2014」の中からYouTube動画によるパフォーマンス審査・動画再生回数等を基準として決勝大会に進む計8組のファイナリストが発表された。
- 柊木りお（東京都）
- だいやぁ☆もんど（鳥取県）
- 銚子元気娘（千葉県）
- アイくるガールズ（福島県）
- はちきんガールズ（高知県）
- 乙女の純情（福岡県）
- アイドル教室（愛知県）
- OSAKA翔GANGS（大阪府）

### ALL JAPAN SELECTION 2014
2014年11月29日、日本全国のエントリーの中からファイナリスト候補として「ALL JAPAN SELECTION 2014」計20組が発表された。
- 動画再生バトル順位(2014何12月6日21:00確定)

1. 柊木りお（東京都）7,590回
2. だいやぁ☆もんど（鳥取県）7,185回
3. 銚子元気娘（千葉県）4,513回
4. BOSO娘（千葉県）3,792回
5. アイくるガールズ（福島県）3,741回
6. はちきんガールズ（高知県）3,597回
7. 乙女の純情（福岡県）3,298回
8. オトメ☆コーポレーション（長野県）3,235回
9. CANDY GO!GO!（東京都）3,059回
10. YENA☆（イエナ）（兵庫県）2,983回
11. アイドル教室（愛知県）2,384回
12. こみこみ☆こみ〜な（千葉県）2,364回
13. KIRA☆GIRL（福島県）2,333回
14. silQ（東京都）2,194回
15. H&A.（静岡県）2,047回
16. LE Siana（奈良県）1,714回
17. Star☆T（愛知県）1,680回
18. CoCoRo学園（群馬県）1,222回
19. chairmans（岩手県）899回
20. OSAKA翔GANGS（大阪府）864回

## U.M.U AWARD 2016
正式名称は「ご当地アイドルNO.1決定戦『U.M.U AWARD 2016』」
ホリプロ主催だった大会を株式会社THE CROSSが引き継ぎ“TOKYO IDOL PROJECT”のバックアップを受けて開催されることが発表された。
2016年11月27日に渋谷VISIONで決勝戦が開催。福島県いわき市のアイくるガールズがご当地アイドルの頂点に立った。
- 開催日：2016年11月27日
- 会場：渋谷VISION
- MC：ななめ45°
- 審査委員長：黒須チヒロ
- 審査員：小森田実、阿部悟（ホリプロ）
- 主催：THE CROSS
- 優勝：アイくるガールズ（福島県）

### 受賞結果
- グランプリ（グランドファイナル1位）：アイくるガールズ（福島県）
- 準グランプリ（同2位）：山口活性学園（山口県）
- 敢闘賞（同3位）：くるーず～CRUiSE!（福岡県）
- mate賞（事前投票）：Fortune♣Doll（大阪府）
- オーディエンス賞：アイくるガールズ（福島県）
- lopi-lopi賞：TEN真RUNLAN（岐阜県）
- SUPERHEAD賞：くるーず～CRUiSE!（福岡県）
- Auto Nail賞：アイくるガールズ（福島県）
- ソーメン二郎賞：TEN真RUNLAN（岐阜県）
- C CHANNEL賞：DDプリンセス（大阪府）（沖縄県）（東京都）

### エリア代表決定戦
2016年8月27日、日本全国のエントリーの中から動画、書類選考を経て、計64組が発表された。
各エリアの代表決定戦でオーディエンス票1位になったグループが決勝戦に選出。全国6エリア8組が決定した。
- 北海道・東北エリア：poem（宮城県）
- 関東・甲信越エリア：Menkoiガールズ（群馬県）、高田本町商店街PRアイドルがんぎっこ（新潟県）
- 東海・北陸エリア：TEN真RUNLAN（岐阜県）
- 関西エリア：天空音パレード（大阪府）、Fortune♧Doll（大阪府）
- 中国・四国エリア：山口活性学園（山口県）
- 九州・沖縄エリア：S☆UTHERN CROSS（鹿児島県）

### 推薦枠
後日運営委員会によるビデオ映像審査により4組が決勝戦に進出。
- 北海道・東北エリア：アイくるガールズ（福島県）
- 東海・北陸エリア：金星☆ジュリエッタ（愛知県）
- 関西エリア：DDプリンセス（大阪府）（沖縄県）（東京都）
- 九州・沖縄エリア：くるーず 〜 CRUiSE!（福岡県）

### DMM.yell枠
DMM.yell投票による3組が決勝戦に選出。
- 北海道・東北エリア：pramo（秋田県）
- 関東・甲信越エリア：大宮アイドール（埼玉県）
- 東海・北陸エリア：ピコピコ☆レボリューション（富山県）

## U.M.U AWARD 2017
正式名称は「ご当地アイドルNO.1決定戦『U.M.U AWARD 2017』」
2017年11月25日に渋谷VISIONで決勝戦が開催。沖縄県のRYUKYU IDOLがご当地アイドルの頂点に立った。
- 開催日：2017年11月25日
- 会場：渋谷VISION
- MC：ななめ45°
- 審査委員長：黒須チヒロ
- 審査員：阿部悟（ホリプロ）、高橋聡史（アクアファクトリー・プロデューサー） 、井上康治（YASU PROJECT・代表取締役社長）
- 主催：THE CROSS
- 優勝：RYUKYU IDOL（沖縄県）

### 受賞結果
- グランプリ（グランドファイナル1位）：RYUKYU IDOL（沖縄県）
- 準グランプリ（同2位）：feelNEO（岡山県）
- 敢闘賞（同3位）：岐阜♡濃know姫隊（岐阜県）
- オーディエンス賞：岐阜♡濃know姫隊（岐阜県）
- YASU PROJECT賞：2代目HAPPY少女♪（北海道）、REBIRTH（福岡県）
- JOYSOUND賞：Shine4ever（愛知県）

### エリアブロック
日本全国のエントリーの中から動画、書類選考を経て8エリアから代表グループ９組を決定。
- 北海道・東北エリア：2代目HAPPY少女♪（北海道）、北琉夢ラビリンス（Team くれれっ娘！）（北海道）
- 関東・甲信越エリア：FUJISAKURA塾（山梨県）
- 東海・北陸エリア：穂の国。ぐるめいど隊（愛知県）、岐阜♡濃know姫隊（岐阜県）
- 関西エリア：天空音パレード（大阪府）
- 中国・四国エリア：feelNEO（岡山県）
- 九州エリア：REBIRTH（福岡県）
- 沖縄エリア：RYUKYU IDOL（沖縄県）

### 事務局推薦枠
エリアブロック大会後、運営委員会による活動実績や映像審査等により６組が決勝戦に進出。
- 日本セーラー女子団（北海道）
- うさぎのみみっく！！（福岡県）
- LovRAVE（東京都）
- Shine4ever（愛知県）
- 西金沢少女団（石川県）
- Aqua Loops（徳島県）

## U.M.U AWARD 2018
正式名称は「ご当地アイドルNO.1決定戦『U.M.U AWARD 2018』」
2018年11月24日に渋谷VISIONで決勝戦が開催。鹿児島県のS☆UTHERN CROSSがご当地アイドルの頂点に立った。
予選はmysta（マイスタ）という動画配信アプリからダウンロード参加。全国6ブロックに分けチャレンジ動画を投稿して最も多くの応援ポイントを集めたグループが1組と、U.M.U運営事務局の推薦枠等を合わせて全6エリア14組が決勝大会へ進出する。決勝大会へ進んだグループには1チームあたり最大30万円サポートされた。
- 開催日：2018年11月24日
- 会場：渋谷VISION
- MC：ななめ45°岡安章介
- 審査委員長：黒須チヒロ
- 審査員：阿部悟（ホリプロ）ほか3名
- 主催：THE CROSS
- 優勝：S☆UTHERN CROSS（鹿児島）

### 受賞結果
- グランプリ：S☆UTHERN CROSS（鹿児島）
- オーディエンス賞：OBP（沖縄）
- 審査員賞：S☆UTHERN CROSS（鹿児島）
- VDC Magazine賞：くるーず〜CRUiSE!（福岡）
- JOYSOUND賞：S☆UTHERN CROSS（鹿児島）
- ケーブル4K賞：OBP（沖縄）
- mysta賞：KRD8（兵庫）

### エリアブロック
日本全国のエントリーの中から動画、書類選考を経て、6エリアからmysta（マイスタ）の応援ポイント数で代表グループ5組が決定。
- 北海道・東北エリア：北琉夢ラビリンス(Teamくれれっ娘！)（北海道）
- 関東甲信越エリア：鈴音ひとみ(ひとにゃん)（千葉）
- 中部・北陸エリア：穂の国娘。ぐるめいど隊（愛知）
- 関西エリア：KRD8（兵庫）
- 中国・四国エリア：出場チームなし
- 九州・沖縄エリア：S☆UTHERN CROSS（鹿児島）

### 審査員賞
エリアブロック大会後、運営委員会による審査等により5組が決勝戦に進出。
- 北海道・東北エリア：Ai☆NyaN（宮城）
- 関東甲信越エリア：FUJI SAKURA塾（山梨）、情熱Dream（東京）
- 九州・沖縄エリア：くるーず～CRUiSE！（福岡）、OBP（沖縄）

### 特別枠
エリアブロック大会後、運営委員会による特別枠により1組が決勝戦に進出。
- 北海道・東北エリア：アルプスおとめ

### ケーブルテレビ推薦枠
エリアブロック大会後、ケーブルテレビ推薦枠により3組が決勝戦に進出。
- 関東甲信越エリア：パラレルドリーム（長野）、田中咲希（長野）
- 関西エリア：フルーレット（滋賀）

## スタッフ
- 主催・運営：THE CROSS（2016年 - 2018年）、ホリプロ（2010年 - 2014年）
- プロデューサー：黒須チヒロ（2010年 - 2018年）
- 協力：ホリプロ、日本ご当地アイドル活性協会、TOKYO IDOL FESTIVAL、mysta